# Volker Richter

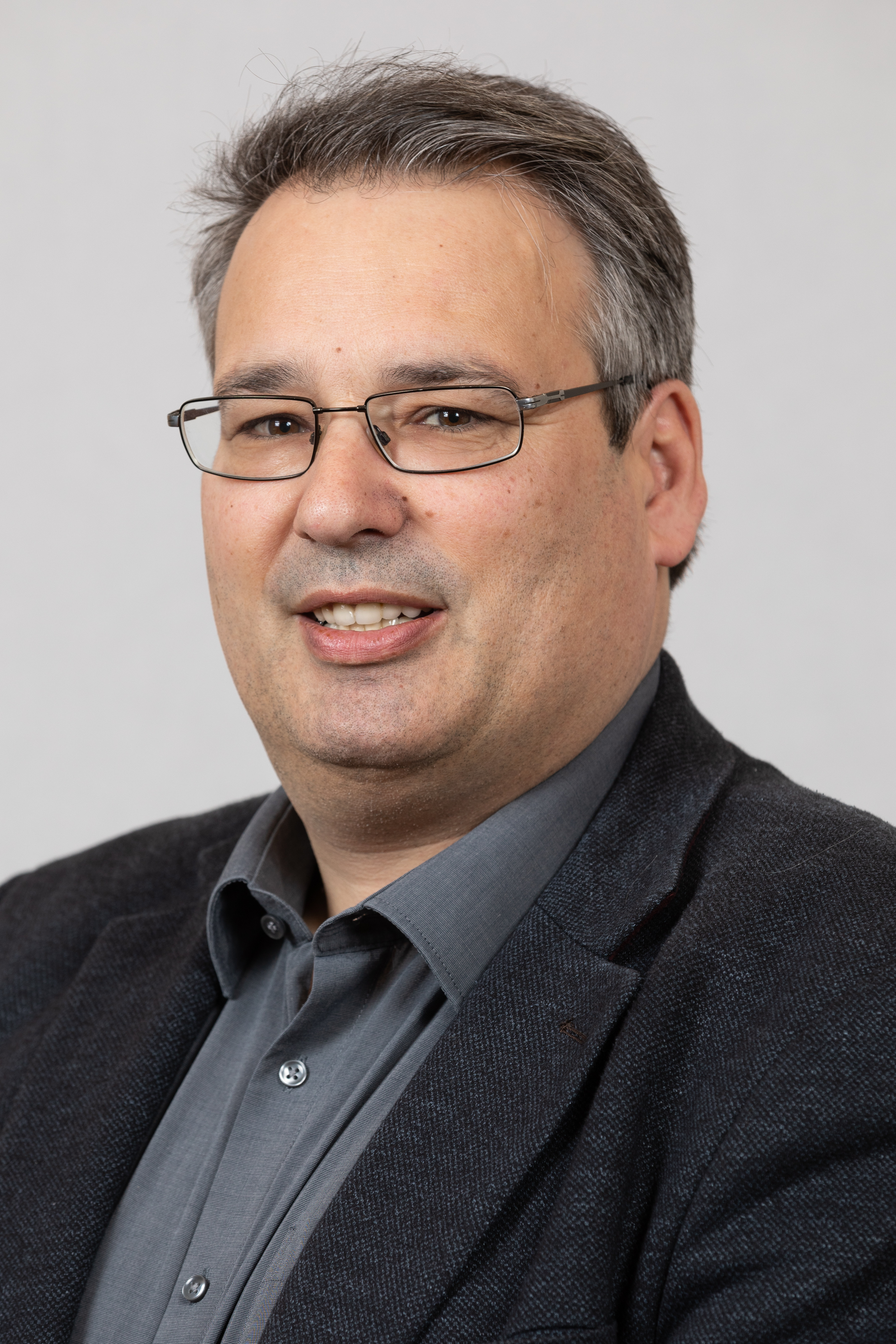
Volker Richter, 2019

Volker Richter (* 18. März 1964 in Kassel) ist ein deutscher Politiker der AfD.

## Leben
Richter ist als Industriemeister im Bereich Druck in Hessen tätig. Seit 2013 ist er Mitglied der AfD Hessen und ist Abgeordneter des Kreistages Kassel Land für die AfD-Fraktion. Bei der Landtagswahl 2018 kandidierte er auf Listenplatz 9 der AfD im Wahlkreis Kassel-Land II. Er zog über die Landesliste als Abgeordneter in den Hessischen Landtag ein. Er ist stellvertretender Vorsitzender der Landtagsfraktion. Bei der Landtagswahl 2023 wurde er auf Listenplatz drei erneut gewählt.
Richter wohnt in Fuldabrück.